# Post-metal
Post-metal é um gênero musical que consiste na mistura dos gêneros musicais post-rock e metal, com raízes no rock progressivo, na música industrial e sludge. Na maioria das vezes caracterizado por guitarras distorcidas, pesadas e atmosféricas, evolução gradual da estrutura de som e mínima ênfase nos vocais, contendo às vezes vocais limpos ou guturais.

## Principais Bandas
- Neurosis
- Isis
- Russian Circles
- Jesu
- Dirge
- Alcest